# Гон, Карлос
Карлос Гон (араб. كارلوس غصن‎; Kárlos Ġoṡn, порт. Carlos Ghosn, фр. Carlos Ghosn; род. 9 марта 1954, Порту-Велью, Бразилия) — французский менеджер ливанского происхождения, бывший президент и генеральный директор компаний Renault и Nissan; глава стратегического альянса Renault–Nissan–Mitsubishi.

## Биография
По происхождению — ливанец-христианин. В 1974 году окончил химический факультет Политехнической школы (Париж), а в 1978 году — Высшую горную школу (Париж).
С 1978 года работал в компании Michelin, возглавлял бразильское и североамериканское подразделения компании, занимал должность гендиректора по производству легковых шин и шин для лёгких грузовиков. С декабря 1996 года — исполнительный вице-президент Renault. В июне 1999 года переведён в Nissan на должность директора по производству, затем стал президентом компании (июнь 2000) и генеральным директором (июнь 2001). За время работы в Nissan получил прозвище «Убийца расходов», так как осуществлённая им программа по жёсткому сокращению расходов позволила вывести компанию из глубокого кризиса. С 29 апреля 2005 года также занимал должности президента и гендиректора Renault.
С 28 июня 2012 года — заместитель председателя совета директоров ОАО «АвтоВАЗ».
В 2013—2016 годах — председатель совета директоров ОАО «АвтоВАЗ», затем уступил эту должность топ-менеджеру «Ростех» Сергею Скворцову.
Карлос Гон за год в период с марта 2011 по 2012 год заработал 12,5 млн $ и стал самым высокооплачиваемым топ-менеджером в Японии. Одновременно доход Гона за работу в качестве руководителя Renault во Франции составил 9 млн евро.

### Арест
19 ноября 2018 года японские и мировые новостные издания сообщили о том, что Карлос Гон добровольно явился в токийскую прокуратуру с повинной и был арестован. Одновременно компания Nissan Motor Co. выпустила пресс-релиз, в котором содержалась информация о выявленных компанией многолетних занижениях сведений о доходах, представляемых на фондовую биржу, завышении и сокрытии доходов руководства, а также использовании активов компании топ-менеджментом в личных целях. Главными виновниками нарушений были названы Карлос Гон и директор Грег Келли. Компания сообщила, что перед советом директоров будет поставлен вопрос об увольнении Гона, также были принесены извинения акционерам компании. Все это вызвало падение акций компании на 12 %. Компания Renault 24 января 2019 года также вывела Гона из состава руководства
6 марта 2019 года Карлоса Гона выпустили из Токийской тюрьмы под залог в 1 млрд иен (около $9 млн).
8 апреля Карлоса Гона исключили из совета директоров Nissan.
30 декабря 2019 года Карлос Гон был тайно вывезен из Японии в ящике для музыкальных инструментов и частными самолётами в обход пограничных и таможенных процедур переправлен через Стамбул в Ливан, куда въехал по своему французскому паспорту, нарушив условия домашнего ареста (при этом один из его японских адвокатов заявил прессе, что все паспорта доверителя — ливанский, французский и бразильский — постоянно хранились у защитников Гона). 31 декабря Гон выступил с кратким сообщением для прессы, в котором содержались следующие утверждения:

Я сейчас нахожусь в Ливане и больше не буду заложником японской системы фальсифицированного правосудия, где виновность предопределена, свирепствует дискриминация и отрицаются основные права человека. Я не скрылся от правосудия — я избежал несправедливости и политического преследования. Теперь я наконец могу свободно общаться со средствами массовой информации и с нетерпением жду начала следующей недели.
Оригинальный текст (англ.)– I am now in Lebanon and will no longer be held hostage by a rigged Japanese justice system where guilt is presumed, discrimination is rampant, and basic human rights are denied. I have not fled justice – I have escaped injustice and political persecution. I can now finally communicate freely with the media, and look forward to starting next week.
— 

### Жизнь после побега
С 2019 года Гон проживает в Ливане. 
2 января 2020 года Интерпол выдал международное предписание на арест Гона.
В апреле 2022 года Франция выдала международный ордер на арест Гона, а также четырёх других лиц, которые управляли оманской компанией Suhail Bahwan Automobiles и, по версии следствия, помогали Гону пересылать миллионы долларов средств Renault для его личного пользования, включая покупку 37-метровой яхты.